# Senta
Senta (en serbi ciríl·lic: Сента; en hongarès i turc: Zenta) és una ciutat i municipalitat de Sèrbia a la província autònoma de Vojvodina, districte del Banat septentrional. Al cens de 2011, la vila tenia 18.397 habitants i la municipalitat de la qual és el centre en tenia 22.961.

## Història

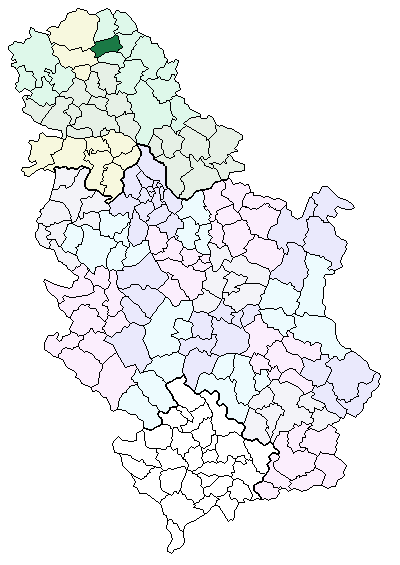
Mapa de situació

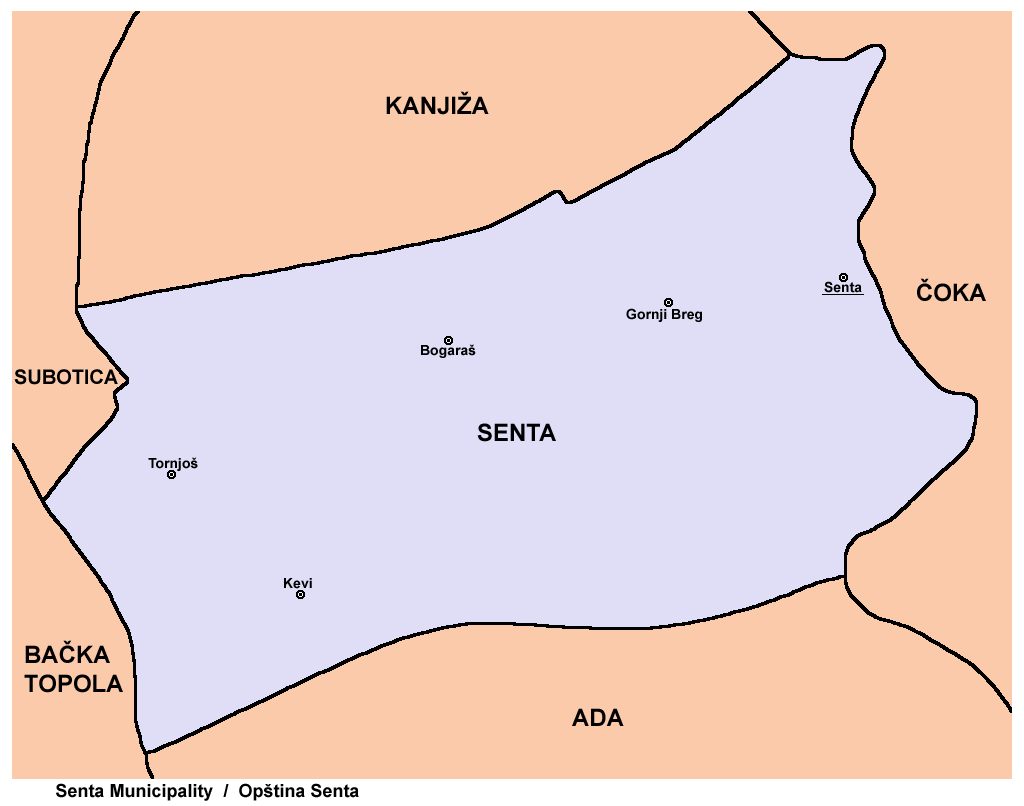
Mapa de la muncipalitat

Hi ha evidencies de poblament neolític i s'ha trobar una necròpolis. La primera població històrica foren els agatirsos al segle vi aC. Els primers habitants de la regió foren d'origen sàrmata i els van seguir eslaus i àvars; els hongaresos o magiars van venir després.
La ciutat és esmentada per primer cop el 1216 amb el nom de Szintarev i pertanyia a Hongria. la regió fou assolada pels tàtars el 1241/1242. Després Senta va estar dos segles tranquil·la i va prosperar. Fou part del comtat de Bodrog fins al 1246 que va passar al de Csanad i més tard al de Csongrad. L'any 1440 una regió al sud de Senta anomenada Peser estava sota control del despotat de Sèrbia; a la segona meitat del segle xv es va produir un conflicte breu, una petita guerra amb la comunitat rival de Szeged.
El 1506 Senta va esdevenir ciutat lliure reial per concessió del rei Vladislau II de Bohèmia i Hongria. En aquest temps tenia una fortalesa i un monestir catòlic. Les rebel·lions camperoles de 1514 no van afectar Senta. El 1525 tot i ser una ciutat hongaresa i havia al fort una guarnició sèrbia que era autònoma en termes de comandament, sent probablement els caps Mihailo Konjović i Stevan Brančić. Després de la batalla de Mohács (1526) Senta fou perduda pels hongaresos. En el breu període del rei serbi Jovan Nenad, Senta fou part del seu estat i refugi de les forces sèrbies (quan Jovan fou ferit a Szeged, ell i els seus homes es van retirar cap a Senta però foren interceptats pels hongaresos i Jovan Nenad fou assassinat al poble de Tornjoš). L'estat de Jovan Nenad va col·lapsar i va retornar al control d'Hongria fins que va caure en mans dels otomans el 1542. Amb la conquesta otomana la població local hongaresa va fugir i fou poblada per serbis vinguts de diverses zones sota domini otomà.
A la segona meitat del segle xvi i la major part del segle xvii va estar sota administració otomana i fou part del sandjak de Segedin. Els otomans tenien una guarnició a la fortalesa però la població era sèrbia. Evliya Çelebi va visitar Senta i fa constar la seva petita plaça tranquil·la, el fort, una mesquita i una població amb diversos serveis per automantenir-se. El 15 d'octubre de 1686 un combat entre forces imperials i forces otomanes va tenir lloc a Senta, en l'anomenada primera batalla de Senta. La ciutat no va quedar sota domini imperial però tampoc sota el dels otomans. L'11 de setembre de 1697 el príncep Eugeni de Savoia va derrotar els otomans a la (segona) batalla de Senta. Després del tractat de Karlowicz el 1699 va quedar pels Habsburg com a part del districte de Tisa–Mureş dels Confins Militars.
Entre els destacats a la batalla i va haver el capità (després coronel) serbi Jovan Popović Tekelija, que després del conflicte va assolir el govern d'una part dels Confins Militars. Senta va romandre llavors habitada per serbis i tenia una església ortodoxa; estava protegida per unitat fronteres sèrbies anomenades "homes de frontera". Els Confins Militars foren abolits el 1751 i Senta fou inclosa al districte de Theiss, part del comtat de Batsch-Bodrog del regne d'Hongria (dels Habsburg). Molts dels serbis que vivien a la ciutat es van considerar humiliats de passar de soldats a grangers i van emigrar a altres llocs de l'Imperi on els serveis militars fossin necessaris o sobretot a Rússia on un dels establiments de la "Nova Serbia" fou anomenat Senta pels colons.
Durant els segles xviii i xix es van establir a la ciutat hongaresos, eslovacs, alemanys i jueus. El 1848–1849 durant la revolució, la ciutat fou controlada alternativament per les forces reials hongareses i les forces sèrbies de Voivodina. Del 1849 a 1860 fou part del voivodat de Sèrbia i el Banat de Temeswar, una terra de la corona imperial amb entitat separada. A l'abolició del voivodat el 1860, Senta fou inclosa altre cop al comtat de Batsch-Bodrog.
Els serbis van començar a establir-se a la ciutat en bon nombre després de la I Guerra Mundial quan Senta va passar a formar part del regne dels Serbis, Croats i Eslovens (des de 1929 regne de Iugoslàvia. Del 1918 a 1922, va formar part del comtat de Novi Sad, de 1922 a 1929 de la regió de Belgrad, i de 1929 a 1941 part de la Banovina del Danubi. Del 1941 a 1944, Senta fou ocupada per les tropes de l'eix i fou concedida a l'Hongria d'Horthy. El 1944 fou alliberada pels partisans i després de la guerra reconeguda a la República Federal Socialista de Iugoslàvia dins la província autònoma de Vojvodina; desfeta Iugoslàvia el 1991 va quedar dins Sèrbia (primer com a part de la nova Iugoslàvia, després com a Sèrbia-Montenegro i finalment com a Sèrbia.

## Agermanaments
- Niš, Sèrbia
- Dunajská Streda , Eslovàquia
- Hódmezővásárhely, Hongria
- Kranj, Eslovènia
- Mukàtxeve, Ucraïna

## Persones il·lustres
- Arpad Šterbik, jugador d'handbol.
- Marko Krivokapić, jugador d'handbol.
- Michael Fekete (1886-1957), matemàtic.